# Stactobia noldi
Stactobia noldi är en nattsländeart som beskrevs av Schmid 1983. Stactobia noldi ingår i släktet Stactobia och familjen smånattsländor. Inga underarter finns listade i Catalogue of Life.